# Falciot de les palmeres cuaforcat
El falciot de les palmeres cuaforcat (Tachornis furcata) és una espècie d'ocell de la família dels apòdids (Apodidae) que habita la selva humida, vegetació secundària i camp obert de les terres baixes de la zona del Llac Maracaibo, al nord-est de Colòmbia i oest de Veneçuela.